# Syrtosmilus
Syrtosmilus — це викопний рід барбурофелід з одним видом Syrtosmilus syrtensis, який був описаний на основі одного зразка: беззубої нижньої щелепи, знайденої на стоянці раннього міоцену Гебель Зельтен у Лівії. У Barbourofelidae він класифікується як частина триби Afrosmilini.